# Sommerhausen
Sommerhausen település Németországban, azon belül Bajorországban. Lakosainak száma 1957 fő (2023. december 31.). Sommerhausen Winterhausen, Ochsenfurt és Eibelstadt községekkel határos.

## Népesség
A település népessége az elmúlt években az alábbi módon változott:
| Lakosok száma | 1155 | 1506 | 1341 | 1403 | 1695 | 1760 | 1878 | 1898 | 1862 | 1957 |
|               | 1875 | 1950 | 1975 | 1987 | 2012 | 2014 | 2016 | 2017 | 2021 | 2023 |